# NGC 1345
NGC 1345 é uma galáxia {{{typ}}} localizada na direcção da constelação de Eridanus. Possui uma declinação de -17° 46' 45" e uma ascensão recta de 3 horas, 29 minutos e 31,5 segundos.
A galáxia NGC 1345 foi descoberta em 11 de Dezembro de 1835 por John Herschel.